# Festival de Cinema Itinerante da Língua Portuguesa

O FESTin – Festival de Cinema Itinerante da Língua Portuguesa é um festival de cinema centrado em produções lusófonas que decorre anualmente no cinema São Jorge, em, Lisboa. O FESTin surgiu em 2010 com o objetivo de celebrar e fortalecer a cultura lusófona através do cinema, num ambiente de partilha, intercâmbio e inclusão social.

## Historial - Edições
1ª edição - 4 a 9 de maio de 2010
A 1ª edição do FESTin decorreu em Maio de 2010, durante a Semana Cultural da CPLP, em Lisboa. O programa integrou a exibição de quarenta e um filmes, sendo em competição vinte e três curtas e sete longas-metragens. Além dos filmes, ocorreram oficinas e mesas redondas com o objetivo de envolver os bastidores do mundo do cinema e a sua cadeia produtiva.

2ª edição - 26 de abril a 1 de maio de 2011
Em 2011, o festival passou a contar com a parceria do Cinema São Jorge e da Fundação Luso-Brasileira, entidade responsável pela organização de quatro edições da Mostra do Cinema Brasileiro que, desta forma, passou a estar representado unicamente no FESTin. Assim, a 2.ª edição do FESTin realizou-se de 26 de Abril a 1 de Maio de 2011 no Cinema São Jorge, em Lisboa, e contou com 78 produções dos oito países da Comunidade dos Países de Língua Portuguesa: Angola, Brasil, Cabo Verde, Guiné-Bissau, Moçambique, Portugal, São Tomé e Príncipe e Timor-Leste. Em Novembro desse ano, concretizou-se a primeira itinerância do festival, com uma mostra na cidade de Coimbra.

3ª edição - 9 a 16 de abril de 2012
A 3.ª edição decorreu de 9 a 16 de Maio de 2012, também no Cinema São Jorge, e homenageou o cinema brasileiro, no âmbito da comemoração do Ano do Brasil em Portugal.Nesta edição foram apresentados 77 filmes. Para além das duas habituais seções de competição – com 13 longas e 21 curtas-metragens – o festival integrou a Mostra do Cinema Brasileiro, anteriormente organizada pela Fundação Luso-Brasileira, igualmente subdividida em longas e curtas-metragens. O ator Jardel Filho e o realizador Hector Babenco foram alvo de retrospetivas com a exibição de algumas das suas principais obras. À semelhança das edições anteriores manteve-se a Mostra Inclusão Social pelo Cinema que, com o apoio da Fundação Calouste Gulbenkian e da EDP, reuniu um conjunto de 12 curtas-metragens de âmbito social, com destaque para a apresentação do filme “A Balada do Mocho”, estreia do FESTin na produção de curtas. A mostra FESTin Musical, com a projeção de 6 filmes, uma oficina e mesa-redonda completaram a programação.
Itinerâncias
Procurando alcançar um público cada vez mais alargado, o FESTin já realizou itinerâncias em Coimbra, Aveiro, Seia (em parceria com o festival Cine Eco) e em Bagé, Brasil, em parceria com o Festival Internacional de Cinema da Fronteira.

4ª edição - 3 a 10 de abril de 2013
Em 2013 o FESTin abriu com uma coprodução entre Brasil, Portugal e Angola, “O Grande Kilapy”, pelo qual o ator Lázaro Ramos terminaria por ganhar o prémio de Melhor Ator. Como habitualmente o festival decorreu no cinema São Jorge, em Lisboa. 
Em competição de longas-metragens estiveram as obras “Essa Maldita Vontade de Ser Pássaro” (Paula Fabiana), “Bonitinha mas Ordinária” (Moacyr Góes, com prémio de Melhor Atriz para Leandra Leal), “Outro Olhar” (Cristiano Requião), “Colegas” (Marcelo Galvão, vencedor do Prémio do Público), “Vidas Vazias e as Horas Mortas” (Pedro Lacerda), “A Coleção Invisível” (Bernard Attal, vencedor do Prémio do Júri para Melhor Filme), “Cine Holliúdy” (Halder Gomes), “Cartas para Angola” (Coraci Ruiz e Júlio Matos, vencedor do prémio CPLP) e “Onde Está a Felicidade?” (Carlos Alberto Riccelli). O filme de encerramento foi “Bróder”, de Jefferson De.
5ª edição - 2 a 9 de abril de 2014
Em 2014 decorreu no cinema São Jorge, em Lisboa, a 5ª edição do festival. Os dez filmes em competição na área da ficção foram: “A Memória que me Contam” (Lúcia Murat), “Cores” (Francisco Garcia, vencedor do prémio do Júri para Melhor Filme), “Elena” (Petra Costa), “Impunidades Criminosas” (Sol de Carvalho), “Menos que Nada” (Carlos Gerbase), “O Espinho da Rosa” (Felipe Henriques), “Pecado Fatal” (Luís Diogo), “Serra Pelada” (Heitor Dhalia, Filme de Abertura…), “Vazio Coração” (Alberto Araújo). A sessão de encerramento foi “Vendo ou Alugo”, de Betse de Paula.
Entre os filmes de não-ficção o júri escolheu “De Armas e Bagagens” como o Melhor Documentário.
Entre sessões e eventos paralelos incluíram-se as mostras Ditadura e Democracia e Francofonia/Lusofonia no cinema – para além da tradicional Mostra de Inclusão Social.  
6ª edição - 8 a 15 de abril de 2015 
Para além do cinema São Jorge a 6ª abrangeu ainda uma parceria com o Instituto Cervantes, também em Lisboa. O evento abriu com o filme "O Vendedor de Passados" (Lula Buarque de Hollanda) e a competição inclui ainda “A Despedida” (Marcelo Galvão, escolhido o Melhor Filme pelo Júri), “A Porta 21” (João Marco), “Alemão” (José Eduardo Belmonte, vencedor do prémio de Melhor Realização e de uma menção honrosa para o elenco), “Apneia” (Maurício Eça), “Jogo de Xadrez” (Luís António Pereira, prémio de Melhor Atriz para Priscila Fantin), “Lura” (Luís Bras, vencedor prémio do Público), “O Rio nos Pertence” (Ricardo Pretti), “Quando Eu Era Vivo” (Marco Dutra) e “Uma Dose Violenta de Qualquer Coisa” (Gustavo Galvão).   
7ª edição - 8 a 15 de maio de 2016   
Decorreu no Cinema São Jorge, em Lisboa.   
8ª edição - 1 a 8 de março de 2017   
O Festival já abriu as inscrições para a 8ª edição. Além disso, há uma mudança no mês de programação, passando a ser em Março.   

## Historial - Itinerâncias
| Ano       | País                | Cidade        | Nota                                                                                                | Referências |
| --------- | ------------------- | ------------- | --------------------------------------------------------------------------------------------------- | ----------- |
| 2016      | São Tomé e Príncipe | São Tomé      | Mostra FESTin, Mostra FESTinha e atividades de formação                                             | [ 1 ]       |
| 2015      | Timor Leste         | Díli          | Mostra FESTin e Mostra FESTinha                                                                     | [ 2 ]       |
| 2015      | Guiné-Bissau        | Bissau        | Mostra FESTin e Mostra FESTinha                                                                     | [ 3 ]       |
| 2015      | Portugal            | Óbidos        | Mostra de filmes baseados em obras literárias, na programação do FOLIO Festival Literário de Óbidos |             |
| 2015      | Brasil              | Gramado       | |             |
| 2013      | Brasil              | Florianópolis | Festival Audiovisual Mercosul                                                                       |             |
| 2013      | Brasil              | Bagé          | 5ª edição do Festival de Inter.de Cinema da Fronteira                                               |             |
| 2012-2015 | Portugal            | Seia          | Mostra de filmes lusófonos no Cine’Eco Festival Inter. de Cinema Ambiental da Serra da Estrela      |             |

## Programação
Programação da 2.ª edição
Programação da 3.ª edição
Programação da 4ª edição
Programação da 5ª edição
Programação da 6ª edição

## Prémios
Em cada edição são atribuídos troféus em várias categorias para ficção e documentário. 

### Vencedores Longa-metragem de ficção
| Ano  | Melhor Longa-metragem                                          | Melhor Realizador(a)                                                                      | Melhor Atriz                                                                              | Melhor ator                                                | Prémio da Crítica                       | Juri Popular                                                                         | Menção Honrosa | Ref. |
| ---- | -------------------------------------------------------------- | ----------------------------------------------------------------------------------------- | ----------------------------------------------------------------------------------------- | ---------------------------------------------------------- | --------------------------------------- | ------------------------------------------------------------------------------------ | --- | ---- |
| 2016 | A História da Eternidade (Brasil)                              | Camilo Cavalcante pelo filme A História da Eternidade                                     | Adriana Esteves pela atuação em Mundo Cão (Brasil)                                        | Cláudio Jaborandy pela atuação em A História da Eternidade | Ausência, de Chico Teixeira             | A Família Dionti, de Alan Minas                                                      | Amores Urbanos, de Vera Egito |      |
| 2015 | A Despedida, de Marcelo Galvão                                 | JOSÉ EDUARDO BELMONTE,com o filme O Alemão                                                | Priscila Fantin,com o filme Jogo De Xadrez                                                | Nelson Xavier, com o filme A Despedida                     |                                         | Lura, do realizador Luís Brás                                                        | Aos atores Caio Blat, Gabriel Braga Nunes, Marcello Melo Junior, Mariana Nunes, Milhem Cortaz, Otávio Müller pela atuação na longa-metragem O Alemão |      |
| 2014 | Cores (Brasil), do realizador Francisco Garcia                 | Francisco Garcia (Brasil)                                                                 | Simone Iliescu, do filme Cores (Brasil)                                                   | Juliano Cazarré, de Serra Pelada (Brasil)                  | Serra pelada (Brasil), de Heitor Dhalia | Impunidades Crimonosas (Moçambique), do realizador Sol de Carvalho                   | |      |
| 2013 |                                                                |                                                                                           |                                                                                           |                                                            |                                         |                                                                                      | |      |
| 2012 | Febre do Rato (Brasil), do realizador brasileiro Cláudio Assis |                                                                                           |                                                                                           |                                                            | E Amanhã (Portugal), de Bruno Cativo    | Trampolim do Forte (Brasil), de João Rodrigo Mattos e Amor? (Brasil), de João Jardim | |      |
| 2011 | Hortas di Pobreza (Guiné-Bissau, 2010), de Sara Sousa          | Lixo Extraordinário (Brasil, 2010), realizado por Lucy Walker, João Jardim e Karen Harley | Lixo Extraordinário (Brasil, 2010), realizado por Lucy Walker, João Jardim e Karen Harley |                                                            |                                         |                                                                                      | |      |
| 2010 | --                                                             | --                                                                                        | --                                                                                        | --                                                         | --                                      | --                                                                                   | |      |

### Vencedores Documentários
| Ano  | Melhor documentário                                    | Juri Popular                                   | Menção Honrosa                                                                                           | Ref. |
| ---- | ------------------------------------------------------ | ---------------------------------------------- | --- | ---- |
| 2016 | Central, de Tatiana Sager e Renato Dorneles            | Olhar de Nise de Jorge Oliveira e Pedro Zoca   | Olhar de Nise de Jorge Oliveira e Pedro Zoca                                                             |      |
| 2015 | Setenta, da realizadora Emília Silveira                | Água para tabatô, do realizador Paulo Carneiro | Sem Pena, do realizador Eugenio Puppo e QUITUPO, Hoyé, dos realizadores Chico Carneiro e Rogério Manjate |      |
| 2014 | De Armas e Bagagens (Portugal), de Ana Delgado Martins | Azul Alvim (Portugal), de José Paulo Valente   | -- não houve --                                                                                          |      |

### Vencedores Curtas-metragens
| Ano  | Melhor Curta-metragem | Juri Popular | Menção Honrosa | Ref. |
| ---- | --- | --- | --- | ---- |
| 2016 | De que lado me olhas, de Carolina de Azevedo e Elena Sassi                                                                    | Empate entre Histórias com Música, de Fernando Morais (Cibelo), e Bá, de Leandro Tadashi                                            | -- não houve -- |      |
| 2015 | Urbanos, da realizadora Alessandra Nilo                                                                                       | Empate entre A Boneca e o Silêncio, da realizadora Carol Rodrigues, e O Mal e a Aldeia, dos realizadores Diogo Lima e David Serôdio | Balança, de Rui Falcão, e O Mal e a Aldeia, de Diogo Lima e David Serôdio                                                  |      |
| 2014 | Acalando (Brasil), do realizador Arturo Sabóia                                                                                | Perto (Portugal), de José Retré | Leve-me Pra Sair (Brasil), do realizador José Agripino (Coletivo Lumika)                                                   |      |
| 2013 | -- | -- | -- |      |
| 2012 | Empate Todos os Balões vão para céu (Brasil), de Frederico Cabral, e Marcovaldo (Brasil), de Cíntia Langie e Rafael Andreazza | A Fábrica (Brasil), Aly Muritiba | Empate A Ponte,(Mozambique), de Diana Manhiça, e Revolução nos Rabelados (Cabo Verde), de Mário Benvindo Cabral            |      |
| 2011 | Contagem (Brasil, 2010) , de Gabriel e Maurílio Martins                                                                       | Aos Pés (Brasil, 2009), de Zeca Brito                                                                                               | Verónica (Portugal 2010), de António Gonçalves e Ricardo Oliveira e Vidas Deslocadas (Brasil, 2009), de João Marcelo Gomes |      |
| 2010 | -- | -- | -- |      |

### O Troféu Pessoa
A partir da 7ª edição, em 2016, o FESTin passou a entregar o Troféu Pessoa, desenhado pelo artista plástico Marcos Marin.

## Organização e apoios
O FESTin é organizado pela Padrão Atual, em co-produção com a Fundação Luso-Brasileira e o Cinema São Jorge. Conta ainda com a parceria estratégica da EGEAC e o apoio institucional da Secretaria de Estado da Cultura (Portugal), Ministério da Cultura (Brasil), Missão do Brasil junto à CPLP, Embaixada do Brasil em Lisboa e Ano de Portugal no Brasil e Ano do Brasil em Portugal.